# Шелл-Сіті (Міссурі)
Шелл-Сіті (англ. Schell City) — місто (англ. city) в США, в окрузі Вернон штату Міссурі. Населення — 228 осіб (2020).

## Географія
Шелл-Сіті розташований за координатами 38°1′9″ пн. ш. 94°7′0″ зх. д. / 38.01917° пн. ш. 94.11667° зх. д. (38.019149, -94.116772).  За даними Бюро перепису населення США в 2010 році місто мало площу 1,63 км², з яких 1,61 км² — суходіл та 0,02 км² — водойми.

## Демографія
Згідно з переписом 2010 року, у місті мешкало 249 осіб у 115 домогосподарствах у складі 66 родин. Густота населення становила 153 особи/км².  Було 133 помешкання (81/км²).
Расовий склад населення:
| - 97,6 % — білих - 1,6 % — корінних американців |

До двох чи більше рас належало 0,8 %. Частка іспаномовних становила 1,6 % від усіх жителів.
За віковим діапазоном населення розподілялося таким чином: 27,3 % — особи молодші 18 років, 53,4 % — особи у віці 18—64 років, 19,3 % — особи у віці 65 років та старші. Медіана віку мешканця становила 39,9 року. На 100 осіб жіночої статі у місті припадало 99,2 чоловіків;  на 100 жінок у віці від 18 років та старших — 98,9 чоловіків також старших 18 років.
Середній дохід на одне домашнє господарство  становив 31 967 доларів США (медіана — 30 278), а середній дохід на одну сім'ю — 31 444 долари (медіана — 30 536). За межею бідності перебувало 41,4 % осіб, у тому числі 68,3 % дітей у віці до 18 років та 10,8 % осіб у віці 65 років та старших.
Цивільне працевлаштоване населення становило 101 осіб. Основні галузі зайнятості: освіта, охорона здоров'я та соціальна допомога — 30,7 %, будівництво — 22,8 %, роздрібна торгівля — 13,9 %, виробництво — 12,9 %.